# Andrzej Andrzejewski (General)
Andrzej Piotr Andrzejewski (* 19. Mai 1961 in Sochaczew; † 23. Januar 2008 bei Mirosławiec) war ein Brigadegeneral der polnischen Luftwaffe.

## Militärische Laufbahn
Nach dem Abschluss der Offiziers-Flugschule in Dęblin im Jahr 1985 wurde er als Pilot eingesetzt, bevor er 1995 die Nationale Verteidigungsakademie in Warschau abschloss. Ab dem Jahr 2000 diente er bei der ersten taktischen Luftwaffenbrigade in Świdwin. Im Jahr 2003 wurde er zum Oberst und am 11. November 2006 zum Brigadegeneral befördert und erhielt das Oberkommando über diese Brigade, welches er bis zu seinem Tod innehatte.

## Abschuss 2003
Im Jahr 2003 entging er nur knapp dem Tod, als sein Jagdbomber Su-22 während eines Manöverflugs versehentlich abgeschossen wurde. Er konnte sich mit dem Schleudersitz retten und wurde erst nach anderthalb Stunden Suche im Meer gefunden.

## Umstände seines Todes
Am 23. Januar 2008 befand er sich mit anderen Offizieren und Militärangehörigen an Bord einer CASA C 295 auf dem Rückflug von Warschau, wo er mit den anderen Passagieren an einer Tagung über Flugsicherheit teilgenommen hatte, nach Mirosławiec. Kurz vor der Landung stürzte die Maschine ab. Es gab keine Überlebenden.
Andrzejewski war seit einigen Jahren der ranghöchste polnische General, der während Ausübung seines Dienstes ums Leben kam. Er hinterlässt seine Frau und zwei erwachsene Töchter. Der polnische Staatspräsident Lech Kaczyński ordnete nach dem Unglück eine dreitägige Staatstrauer an.